# Mayara Magri (bailarina)
Mayara Magri (Rio de Janeiro, 1994) é uma bailarina brasileira, atualmente "Primeira Bailarina" no Royal Ballet (Royal Opera House).

## Biografia
Mayara começou a dançar desde criança, ingressando na escola carioca Petite Danse aos oito anos, por meio de uma bolsa de estudos. Sempre destaque na escola, participou de vários festivais, no ano de 2010, recebeu uma oportunidade de audicionar para o Prix de Lausanne, no ano de 2011, aos 16 anos de  idade ganhou o premio de melhor bailarina nos três mais importantes festivais no mundo do ballet: O Prix de Lausanne (Suíça), o YAGP (NY) e o Festival Internacional de Dança de Joinville (Brasil).

## Carreira
Sua primeira colocação no Prix de Lausanne garantiu uma bolsa no Royal Ballet School, em Londres. Finalizando seus estudos, foi convidada para integrar a Companhia profissional do Royal, sendo promovida a Artista em 2015, Solista em 2016, Primeira Solista em 2018 e Primeira Bailarina em 2021.

## Repertório[4]
- Swanilda em Coppélia
- Juliet em Romeo and Juliet
- Kitri e Mercedes em Don Quixote
- Myrtha em Giselle
- Gypsy Girl em The Two Pigeons
- Lilac Fairy, Florestan’s Sister, Fairy of the Enchanted Garden e Fairy of the Woodland Glade em The Sleeping Beauty
- Tatiana in Anastasia
- Sugar Plum Fairy, Rose Fairy e Vivandière em The Nutcracker
- Handmaiden em Apollo
- Pas de trois em Swan Lake
- Mitzi Caspar em Mayerling
- Gamzatti em La Bayadere
- Lescaut's Mistress em Manon
- ‘Rubies’ em Jewels
- Woolf Works
- Within the Golden Hour
- Monotones I
- Symphonic Variations
- After the Rain